# 手事物
手事物（てごともの）は、三曲の音楽である地歌、箏曲、胡弓楽において、器楽部である手事を備えた楽曲形式（この場合『手事物形式』とも呼ぶ）、また曲種のこと。

## 概説
現在演奏される地歌曲の中で、もっともよく取り上げられるのが手事物である。また箏曲でも、古典曲の場合過半数が手事物である。胡弓楽では、普通手事物とは言わないが、実質的に本曲のすべてが手事物と言ってよい。

### 楽式構造
基本的な楽式構造は、前唄 - 手事 - 後唄という三段構成をとるが、大曲になると前唄 - 手事 - 中唄 - 手事 - 後唄という構成のものも多い。更に歌と手事がもう一回ずつ加わった曲もある。また前弾き（前奏部）を伴う曲もある。
前唄は通常緩徐部分と早い部分に分けられるものがほとんどで、その間に短い間奏部である「合の手」を最低一回挟む。この合の手がかなり長い場合もある。大曲、あるいは前唄の長い曲では、合の手が数カ所に配される。前唄の最初、あるいは前唄緩徐部分の終わりに、短い歌のみの独唱部を持つものもある。
手事はいくつかの「段」に分かれていることが多く、それぞれ拍数が等しく変奏曲のようになっているものがある。これらの段は互いに合奏できるようになっている（段合わせ）。更にたいてい手事の最後にコーダ的な「チラシ」がつく。「チラシ」とは手事の気分を散らすことから来ていると言われる。曲によってはチラシが更に二つまたは三つに分かれているものもある（中チラシ、後チラシ、本チラシなど）。また京流手事物では手事の冒頭に導入部として「序」あるいは「マクラ」という部分のある曲も多い。
後唄はたいてい前唄よりも短く、合の手も少なく、あっても短いが、曲全体のコーダ的、あるいは序破急の急的役割をしており、手事がリタルダントして終わった後、それを受けてゆっくり始まるがすぐに早くなり、最後の盛り上がりを形作る。ここで転調が行なわれ気分の高揚に役立たせているものも多く、更に転調を繰り返して一段と気分を高めている曲もある。
胡弓本曲では前唄と手事のみの構成も多い。
一つの曲において歌や手事は段落として切れ目はあるが、雅楽の序、破、急や、西洋音楽の楽章のように、いったん完全に終止し時間を置いてからまた始めるのではなく、連続して演奏される。歌と手事の間で大きな転調があり調弦が変わることも少なくない。

### 歴史
曲の中間にまとまった器楽部分をもつ地歌曲は、すでに地歌最古の種目である「三味線組歌」の「乱後夜」「晴嵐」にも見られる。手事物そのものは、元禄の頃に発生したと考えられ、深草検校の『さらし』、岸野二郎三の『六段恋慕』、佐山検校の『三段獅子』などがもっとも初期の作品として知られる。しかし当時はまだ「手事物」というジャンル分けはなく、これらは「長歌」に含まれていた。実際、手事物は地歌において組歌や長歌から派生（短い合の手が発展）したものと、もともと器楽曲であったものに歌の部分を付加したものの二通りがあると考えられる。後者の代表曲としては『八千代獅子』が挙げられる。
江戸時代中期の地歌は長歌物、そして端歌物が中心で、ことに端歌は大阪の藤永検校、鶴山勾当、政島検校をはじめとする作曲家たちにより、厖大な数の曲が作られ、端歌物全盛時代であった。
手事物という分類項目が使われたのは寛政元年（1789年）に出版された「古今集成琴曲新歌袋」であるとされる。この頃になると手事物の曲も増え、大阪の峰崎勾当や三つ橋勾当によって手事物はより整備され、歌よりも手事に作曲の比重を置いた曲が多くなる。峰崎勾当の『吾妻獅子』、『越後獅子』、『残月』、三つ橋勾当の『松竹梅』、『根曳の松』などが有名である。
さらにこれが京都の音楽家たちに受け継がれ、洗練されて「京流手事物」が生まれ、松浦検校の『宇治巡り』、『四季の眺』、『末の契』など、石川勾当の『八重衣』、『新青柳』など、菊岡検校の『長等の春』、『磯千鳥』、『夕顔』、『茶音頭』など、光崎検校の『桜川』、『七小町』など、数多くの曲が作られた。
またこれらの曲に八重崎検校らが箏のパートを付け、あるいは三味線の替手が付けられたり、段合わせや地合わせ、三曲合奏など、さまざまな合奏形態で演奏され、合奏音楽としての発展も著しかった。ただしこの時期、大阪でも在原勾当の『さむしろ』、菊山検校の『春の曙』などが作られている。
幕末から明治期にかけても京都では幾山検校の『萩の露』や古川龍斎の『春重ね』など、手事物の地歌曲は引き続き作られた。いっぽう幕末になると名古屋の吉沢検校の『花の縁』、『夏衣』などをはじめ九州の『尾上の松』、『海女小舟』、広島の『花形見』など、各地でも京流手事物の形式にのっとった曲が作られるようになり、更に幕末以降、箏曲が地歌から再独立する際にも、『千鳥の曲』をはじめとして、『常世の曲』、『新高砂』、『楓の花』、『御国の誉』、『明治松竹梅』、『時鳥の曲』、『秋の言の葉』など、この形式の箏曲がさかんに作られた。
その後も宮城道雄の作品『春の夜』、『比良』、『虫の武蔵野』など新日本音楽でもよく使われ、また現代の作曲家によってもしばしば使われている。いっぽう歌本位の山田流箏曲にも、『都の春』、『近江八景』など少数ながら手事物と呼べる曲がある。
なお長唄でも地歌の影響を受けて、江戸時代末期になると楽式的には地歌の手事物とほぼ同じ構造で、長い「合方」を聴かせる曲がいくつか作られた。『越後獅子』、『吾妻八景』、『秋色種』（あきのいろくさ）がその例である。『越後獅子』は地歌の『越後獅子』や『さらし』を取り入れ、『秋色種』もやはり地歌の『虫の音』や箏曲の『みだれ』を取り入れて器楽性を高めている。あるいは『京鹿子娘道成寺』の「追回しの合方」のように、既存の曲に後世合方を補作したものもある。合方は地歌で言う手事とほぼ同じであり、「佃」「滝流し」など独自の合方もあり長唄の魅力の一つとなっているが、どちらかといえば描写に徹しており、また大方が劇場音楽であるだけに、はるかに多様な音楽的展開を見せた地歌の手事とは性格を異にする部分もある。また長唄には地歌の手事物に相当する曲種分類もない。
このように手事物は人気の高い楽曲形式である。これは、一曲の中で声楽と器楽の両方を楽しむことができ、また曲に変化を持たせやすいからでもあるだろう。